# 60 metros vallas
Los 60 metros vallas es una prueba de velocidad de atletismo que se disputa en pista cubierta. Las carreras de vallas de velocidad al aire libre son de 100 metros vallas para las mujeres y 110 metros vallas para los hombres.
Cada atleta debe recorrer los 60 metros en el menor tiempo posible superando un total de 5 vallas antes de cruzar la meta, en categoría masculina la primera valla está situada a 13,72 metros de la salida y las cuatro siguientes en intervalos de 9,14 metros, la altura de las vallas es de 1,067 metros.
En categoría femenina, la primera valla está situada a 13 metros de la salida y las cuatro siguientes en intervalos de 8,50 metros, la altura de las vallas es de 0,84 metros.
Esta prueba también forma parte de las siete pruebas que componen el heptatlón en pista cubierta, donde los atletas masculinos en su segundo día de competición tienen que correr los 60 metros vallas.
La máxima competencia de 60 metros vallas se disputa actualmente en el Campeonato Mundial de Atletismo en Pista Cubierta.

## Récords
El americano Grant Holloway posee el récord del mundo masculino con 7,27 segundos, conseguido el 16 de febrero de 2024, en Albuquerque, Estados Unidos. La bahameña Devynne Charlton posee el récord del mundo femenino con 7,65 segundos, conseguido el 3 de marzo de 2024 en Glasgow, Escocia.
Récord del mundo y récords de cada continente masculino y femenino.
| Récord         | Categoría | Marca | Atleta                | Nacionalidad   | Lugar                    | Fecha                 |
| -------------- | --------- | ----- | --------------------- | -------------- | ------------------------ | --------------------- |
| Mundial        | Hombres   | 7,27  | Grant Holloway        | Estados Unidos | Albuquerque (EUA)        | 16 de febrero de 2024 |
| Mundial        | Mujeres   | 7,68  | Devynne Charlton      | Bahamas        | Glasgow (Escocia)        | 3 de marzo de 2024    |
| Europeo        | Hombres   | 7,30  | Colin Jackson         | Reino Unido    | Sindelfingen (Alemania)  | 6 de marzo de 1994    |
| Europeo        | Mujeres   | 7,68  | Susanna Kallur        | Suecia         | Karlsruhe (Alemania)     | 10 de febrero de 2008 |
| Norteamericano | Hombres   | 7,27  | Grant Holloway        | Estados Unidos | Albuquerque (EUA)        | 16 de febrero de 2024 |
| Norteamericano | Mujeres   | 7,68  | Devynne Charlton      | Bahamas        | Glasgow (Escocia)        | 3 de marzo de 2024    |
| Africano       | Hombres   | 7,52  | Shaun Bownes          | Sudáfrica      | Gante (Bélgica)          | 23 de febrero de 2001 |
| Africano       | Mujeres   | 7,75  | Tobi Amusan           | Nigeria        | Boston (EUA)             | 4 de febrero de 2024  |
| Asiático       | Hombres   | 7,41  | Liu Xiang             | China          | Birmingham (Reino Unido) | 18 de febrero de 2012 |
| Asiático       | Mujeres   | 7,82  | Olga Shishigina       | Kazajistán     | Liévin (Francia)         | 21 de febrero de 1999 |
| Oceánico       | Hombres   | 7,73  | Kyle Vander Kuyp      | Australia      | Barcelona (España)       | 11 de marzo de 1995   |
| Oceánico       | Mujeres   | 7,73  | Sally Pearson         | Australia      | Estambul (Turquía)       | 10 de marzo de 2012   |
| Sudamericano   | Hombres   | 7,60  | Márcio Simão de Souza | Brasil         | Karlsruhe (Alemania)     | 15 de febrero de 2004 |
| Sudamericano   | Mujeres   | 7,91  | Yvette Lewis          | Panamá         | Sopot (Polonia)          | 7 de marzo de 2014    |

## Evolución del récord mundial
El récord mundial de los 60 metros vallas está reconocido por la World Athletics, el organismo rector del deporte del atletismo, tanto para hombres como para mujeres. La prueba solo se reconoce en entornos cerrados.
El organismo rector ha ratificado oficialmente los récords mundiales en pista cubierta desde el 1 de enero de 1987. Antes de esto, se consideraban las mejores marcas mundiales en pista cubierta como tal.

### Masculino

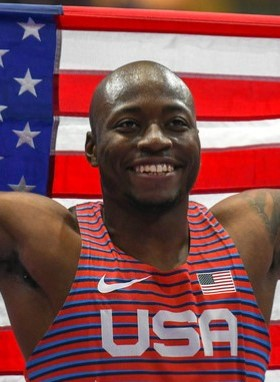
Grant Holloway, actual plusmarquista desde 2021.

| Mejores marcas ratificadas por la IAAF (1966–1986) | Mejores marcas ratificadas por la IAAF (1966–1986) | Mejores marcas ratificadas por la IAAF (1966–1986) | Mejores marcas ratificadas por la IAAF (1966–1986) | Mejores marcas ratificadas por la IAAF (1966–1986) |
| Tiempo                                             | Atleta                                             | Nacionalidad                                       | Fecha                                              | Lugar                                              |
| -------------------------------------------------- | -------------------------------------------------- | -------------------------------------------------- | -------------------------------------------------- | -------------------------------------------------- |
| 7.8                                                | Marcel Duriez                                      | Francia                                            | 11 de marzo de 1966                                | Paris, Francia                                     |
| 7.8                                                | Viktor Balikhin                                    | Unión Soviética                                    | 12 de marzo de 1966                                | Brest, Bielorrusia                                 |
| 7.8                                                | Eddy Ottoz                                         | Italia                                             | 27 de marzo de 1966                                | Dortmund, Alemania                                 |
| 7.7                                                | Eddy Ottoz                                         | Italia                                             | 27 de marzo de 1966                                | Dortmund, Alemania                                 |
| 7.7                                                | Eddy Ottoz                                         | Italia                                             | 27 de marzo de 1966                                | Dortmund, Alemania                                 |
| 7.7                                                | Valentin Chistyakov                                | Unión Soviética                                    | 29 de enero de 1967                                | Moscú, URSS                                        |
| 7.7                                                | Ervin Hall                                         | Estados Unidos                                     | 17 de noviembre de 1968                            | Berlin, Alemania                                   |
| 7.6                                                | Ervin Hall                                         | Estados Unidos                                     | 17 de noviembre de 1968                            | Berlin, Alemania                                   |
| 7.6                                                | Günter Nickel                                      | Alemania Occidental                                | 31 de enero de 1970                                | Mainz, Alemania                                    |
| 7.57                                               | Adam Galant                                        | Polonia                                            | 25 de febrero de 1973                              | Zabrze, Polonia                                    |
| 7.54                                               | Yuriy Chervanyov                                   | Unión Soviética                                    | 2 de marzo de 1980                                 | Sindelfingen, Alemania                             |
| 7.48                                               | Thomas Munkelt                                     | Alemania Oriental                                  | 6 de marzo de 1983                                 | Budapest, Hungría                                  |

Récords mundiales reconocidos (1987-actualidad)
| Tiempo | Atleta         | Nacionalidad   | Fecha                 | Lugar                  |
| ------ | -------------- | -------------- | --------------------- | ---------------------- |
| 7.47   | Mark McKoy     | Canadá         | 8 de marzo de 1986    | Tokio, Japón           |
| 7.36   | Greg Foster    | Estados Unidos | 16 de enero de 1987   | Los Ángeles, EUA       |
| 7.36   | Colin Jackson  | Reino Unido    | 12 de febrero de 1994 | Glasgow, Escocia       |
| 7.30   | Colin Jackson  | Reino Unido    | 6 de marzo de 1994    | Sindelfingen, Alemania |
| 7.29   | Grant Holloway | Estados Unidos | 24 de febrero de 2021 | Madrid, España         |
| 7.29   | Grant Holloway | Estados Unidos | 20 de marzo de 2022   | Belgrado, Serbia       |
| 7.27   | Grant Holloway | Estados Unidos | 16 de febrero de 2024 | Albuquerque, EUA       |

### Femenino

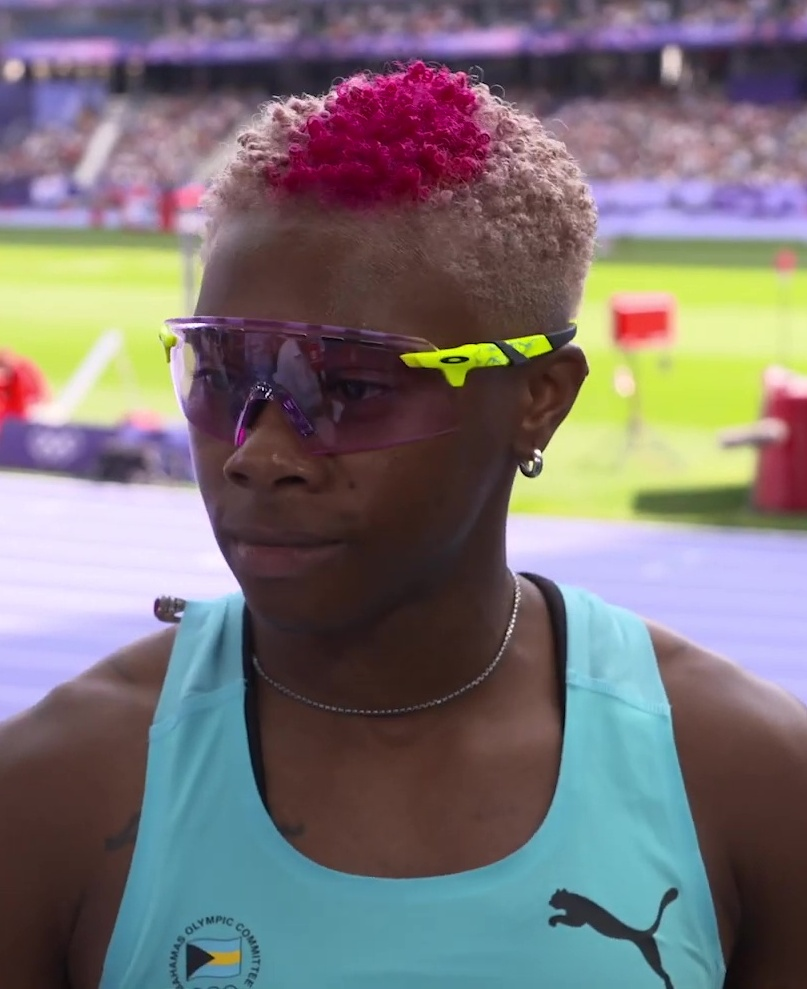
Devynne Charlton, actual plusmarquista desde 2024.

| Mejores marcas ratificadas por la IAAF (1966–1986) | Mejores marcas ratificadas por la IAAF (1966–1986) | Mejores marcas ratificadas por la IAAF (1966–1986) | Mejores marcas ratificadas por la IAAF (1966–1986) | Mejores marcas ratificadas por la IAAF (1966–1986) |
| Tiempo                                             | Atleta                                             | Nacionalidad                                       | Fecha                                              | Lugar                                              |
| -------------------------------------------------- | -------------------------------------------------- | -------------------------------------------------- | -------------------------------------------------- | -------------------------------------------------- |
| 8.1                                                | Irina Press                                        | Unión Soviética                                    | 27 de marzo de 1966                                | Dortmund, Alemania                                 |
| 8.1                                                | Karin Balzer                                       | Alemania Oriental                                  | 14 de marzo de 1971                                | Sofia                                              |
| 8.1                                                | Anneliese Ehrhardt                                 | Alemania Oriental                                  | 14 de marzo de 1971                                | Sofia, Bulgaria                                    |
| 8.19                                               | Anneliese Ehrhardt                                 | Alemania Oriental                                  | 24 de febrero de 1973                              | Senftenburg, Alemania                              |
| 8.06                                               | Anneliese Ehrhardt                                 | Alemania Oriental                                  | 14 de marzo de 1973                                | Rotterdam                                          |
| 8.02                                               | Anneliese Ehrhardt                                 | Alemania Oriental                                  | 14 de marzo de 1973                                | Rotterdam                                          |
| 7.90                                               | Anneliese Ehrhardt                                 | Alemania Oriental                                  | 9 de marzo de 1974                                 | Gothenburg, Suecia                                 |
| 7.86                                               | Grażyna Rabsztyn                                   | Polonia                                            | 8 de febrero de 1979                               | Zabrze, Polonia                                    |
| 7.84                                               | Grażyna Rabsztyn                                   | Polonia                                            | 17 de febrero de 1980                              | Zabrze, Polonia                                    |
| 7.77                                               | Zofia Bielczyk                                     | Polonia                                            | 1 de marzo de 1980                                 | Sindelfingen, Alemania                             |

Récords mundiales reconocidos (1983-actualidad)
| Time | Atleta                | Nacionalidad      | Fecha                 | Lugar               | Ref   |
| ---- | --------------------- | ----------------- | --------------------- | ------------------- | ----- |
| 7.75 | Bettine Jahn          | Alemania Oriental | 6 de marzo de 1983    | Budapest, Hungría   |       |
| 7.74 | Yordanka Donkova      | Bulgaria          | 14 de febrero de 1987 | Sofia, Bulgaria     |       |
| 7.73 | Cornelia Oschkenat    | Alemania Oriental | 25 de febrero de 1989 | Viena, Alemania     |       |
| 7.71 | Lyudmila Narozhilenko | Unión Soviética   | 4 de febrero de 1990  | Chelyabinsk, URSS   |       |
| 7.69 | Lyudmila Narozhilenko | Unión Soviética   | 4 de febrero de 1990  | Chelyabinsk, URSS   |       |
| 7.68 | Susanna Kallur        | Suecia            | 10 de febrero de 2008 | Karlsruhe, Alemania |       |
| 7.67 | Devynne Charlton      | Bahamas           | 11 de febrero de 2024 | New York City, EUA  | [ 6 ] |
| 7.67 | Tia Jones             | Estados Unidos    | 16 de febrero de 2024 | Albuquerque, EUA    | [ 4 ] |
| 7.65 | Devynne Charlton      | Bahamas           | 3 de marzo de 2024    | Glasgow, Escocia    | [ 7 ] |

## Mejores marcas de la historia

### Categoría masculina
Catorce hombres han logrado bajar de manera oficial de la barrera de los 7,40 segundos. Algunos de los hombres que aparecen en la ranking han conseguido bajar en varias ocasiones de los 7,40 segundos pero solo se ha tenido en cuenta su mejor tiempo.
| Posición | Marca | Atleta            | Nacionalidad   | Lugar                   | Fecha                 |
| -------- | ----- | ----------------- | -------------- | ----------------------- | --------------------- |
| 1        | 7,27  | Grant Holloway    | Estados Unidos | Albuquerque (EUA)       | 16 de febrero de 2024 |
| 2        | 7,30  | Colin Jackson     | Reino Unido    | Sindelfingen (Alemania) | 6 de marzo de 1994    |
| 3        | 7,33  | Dayron Robles     | Cuba           | Düsseldorf (Alemania)   | 8 de febrero de 2008  |
| 4        | 7,36  | Greg Foster       | Estados Unidos | Los Ángeles (EUA)       | 16 de enero de 1987   |
| 4        | 7,36  | Allen Johnson     | Estados Unidos | Budapest (Hungría)      | 6 de marzo de 2004    |
| 4        | 7,36  | Terrence Trammell | Estados Unidos | Doha (Catar)            | 14 de marzo de 2010   |
| 7        | 7,37  | Roger Kingdom     | Estados Unidos | El Pireo (Grecia)       | 8 de marzo de 1989    |
| 7        | 7,37  | Anier García      | Cuba           | El Pireo (Grecia)       | 9 de febrero de 2000  |
| 7        | 7,37  | Tony Dees         | Estados Unidos | Chemnitz (Alemania)     | 18 de febrero de 2000 |
| 7        | 7,37  | David Oliver      | Estados Unidos | Stuttgart (Alemania)    | 5 de febrero de 2011  |
| 11       | 7,38  | Mark Crear        | Estados Unidos | Sindelfingen (Alemania) | 8 de marzo de 1998    |
| 11       | 7,38  | Reggie Torian     | Estados Unidos | Atlanta (EUA)           | 27 de febrero de 1999 |
| 11       | 7,38  | Trey Cunningham   | Estados Unidos | Birmingham (EUA)        | 12 de marzo de 2022   |
| 14       | 7,39  | Daniel Roberts    | Estados Unidos | Madrid (España)         | 22 de febrero de 2023 |

### Categoría femenina
Diecinueve mujeres han logrado bajar de manera oficial de los 7,76 segundos. Algunas de las mujeres que aparecen en la ranking han conseguido bajar en varias ocasiones de los 7,76 segundos pero solo se ha tenido en cuenta su mejor tiempo. Actualizado a septiembre de 2024.
| Posición | Marca | Atleta               | Nacionalidad      | Lugar                    | Fecha                 |
| -------- | ----- | -------------------- | ----------------- | ------------------------ | --------------------- |
| 1        | 7,65  | Devynne Charlton     | Bahamas           | Glasgow (Escocia)        | 3 de marzo de 2024    |
| 2        | 7,67  | Tia Jones            | Estados Unidos    | Albuquerque (EUA)        | 16 de febrero de 2024 |
| 3        | 7,68  | Susanna Kallur       | Suecia            | Karlsruhe (Alemania)     | 10 de febrero de 2008 |
| 4        | 7,69  | Ludmila Narozhilenko | Unión Soviética   | Cheliábinsk (URSS)       | 4 de febrero de 1990  |
| 5        | 7,70  | Sharika Nelvis       | Estados Unidos    | Albuquerque (EUA)        | 18 de febrero de 2018 |
| 5        | 7,70  | Kendra Harrison      | Estados Unidos    | Birmingham (Reino Unido) | 3 de marzo de 2018    |
| 7        | 7,72  | Lolo Jones           | Estados Unidos    | Doha (Catar)             | 13 de marzo de 2010   |
| 8        | 7,73  | Cornelia Oschkenat   | Alemania Oriental | Viena (Austria)          | 25 de febrero de 1989 |
| 8        | 7,73  | Sally Pearson        | Australia         | Estambul (Turquía)       | 10 de marzo de 2012   |
| 8        | 7,73  | Christina Manning    | Estados Unidos    | Albuquerque (EUA)        | 18 de febrero de 2018 |
| 8        | 7,73  | Cyréna Samba-Mayela  | Francia           | Glasgow (Escocia)        | 3 de marzo de 2024    |
| 12       | 7,74  | Yordanka Donkova     | Bulgaria          | Sofía (Bulgaria)         | 14 de febrero de 1987 |
| 12       | 7,74  | Michelle Freeman     | Jamaica           | Madrid (España)          | 3 de febrero de 1998  |
| 12       | 7,74  | Gail Devers          | Estados Unidos    | Boston (EUA)             | 1 de marzo de 2003    |
| 15       | 7,75  | Bettine Jahn         | Alemania Oriental | Budapest (Hungría)       | 5 de marzo de 1983    |
| 15       | 7,75  | Perdita Felicien     | Canadá            | Budapest (Hungría)       | 7 de marzo de 2004    |
| 15       | 7,75  | Danielle Williams    | Jamaica           | Clemson (EUA)            | 11 de febrero de 2022 |
| 15       | 7,75  | Masai Russell        | Estados Unidos    | Albuquerque (EUA)        | 11 de marzo de 2023   |
| 15       | 7,75  | Tobi Amusan          | Nigeria           | Boston (EUA)             | 4 de febrero de 2024  |

## Campeones mundiales en Pista Cubierta
- Ganadores en el Campeonato Mundial de Atletismo en Pista Cubierta.

### Masculino
| Edición           | Oro                              | Plata                            | Bronce                                              |
| ----------------- | -------------------------------- | -------------------------------- | --------------------------------------------------- |
| París 1985        | Stéphane Caristan Francia        | Javier Moracho · España          | Jon Ridgeon Reino Unido                             |
| Indianápolis 1987 | Tonie Campbell Estados Unidos    | Stéphane Caristan Francia        | Nigel Walker Reino Unido                            |
| Budapest 1989     | Roger Kingdom Estados Unidos     | Colin Jackson Reino Unido        | Igors Kazanovs Unión Soviética                      |
| Sevilla 1991      | Greg Foster Estados Unidos       | Igors Kazanovs Unión Soviética   | Mark McKoy · Canadá                                 |
| Toronto 1993      | Mark McKoy · Canadá              | Colin Jackson Reino Unido        | Tony Dees Estados Unidos                            |
| Barcelona 1995    | Allen Johnson Estados Unidos     | Courtney Hawkins Estados Unidos  | Tony Jarrett Reino Unido                            |
| París 1997        | Anier García · Cuba              | Colin Jackson Reino Unido        | Tony Dees Estados Unidos                            |
| Maebashi 1999     | Colin Jackson Reino Unido        | Reggie Torian Estados Unidos     | Falk Balzer · Alemania                              |
| Lisboa 2001       | Terrence Trammell Estados Unidos | Anier García · Cuba              | Shaun Bownes Sudáfrica                              |
| Birmingham 2003   | Allen Johnson Estados Unidos     | Anier García · Cuba              | Liu Xiang China                                     |
| Budapest 2004     | Allen Johnson Estados Unidos     | Liu Xiang China                  | Maurice Wignall Jamaica                             |
| Moscú 2006        | Terrence Trammell Estados Unidos | Dayron Robles · Cuba             | Dominique Arnold Estados Unidos                     |
| Valencia 2008     | Liu Xiang China                  | Allen Johnson Estados Unidos     | Evgeni Borisov · Rusia Staņislavs Olijars · Letonia |
| Doha 2010         | Dayron Robles · Cuba             | Terrence Trammell Estados Unidos | David Oliver Estados Unidos                         |
| Estambul 2012     | Aries Merritt Estados Unidos     | Liu Xiang China                  | Pascal Martinot-Lagarde Francia                     |
| Sopot 2014        | Omo Osaghae Estados Unidos       | Pascal Martinot-Lagarde Francia  | Garfield Darien Francia                             |
| Portland 2016     | Omar McLeod Jamaica              | Pascal Martinot-Lagarde Francia  | Dimitri Bascou Francia                              |
| Birmingham 2018   | Andrew Pozzi Reino Unido         | Jarret Eaton Estados Unidos      | Aurel Manga Francia                                 |
| Belgrado 2022     | Grant Holloway Estados Unidos    | Pascal Martinot-Lagarde Francia  | Jarret Eaton Estados Unidos                         |
| Glasgow 2024      | Grant Holloway Estados Unidos    | Lorenzo Simonelli · Italia       | Just Kwaou-Mathey Francia                           |

### Femenino
| Edición           | Oro                                    | Plata                                | Bronce                               |
| ----------------- | -------------------------------------- | ------------------------------------ | ------------------------------------ |
| París 1985        | Xénia Siska · Hungría                  | Laurence Elloy Francia               | Anne Piquereau Francia               |
| Indianápolis 1987 | Cornelia Oschkenat Alemania Oriental   | Yordanka Donkova Bulgaria            | Ginka Zagorcheva Bulgaria            |
| Budapest 1989     | Yelizaveta Chernyshova Unión Soviética | Ludmila Narozhilenko Unión Soviética | Cornelia Oschkenat Alemania Oriental |
| Sevilla 1991      | Ludmila Narozhilenko Unión Soviética   | Monique Ewanje Francia               | Aliuska López · Cuba                 |
| Toronto 1993      | Julie Baumann · Suiza                  | LaVonna Martin Estados Unidos        | Patricia Girard-Léno Francia         |
| Barcelona 1995    | Aliuska López · Cuba                   | Olga Shishigina · Kazajistán         | Brigita Bukovec Eslovenia            |
| París 1997        | Michelle Freeman Jamaica               | Gillian Russell Jamaica              | Cheryl Dickey Estados Unidos         |
| Maebashi 1999     | Olga Shishigina · Kazajistán           | Glory Alozie Nigeria                 | Keturah Anderson · Canadá            |
| Lisboa 2001       | Anjanette Kirkland Estados Unidos      | Michelle Freeman Jamaica             | Nicole Ramalalanirina Francia        |
| Birmingham 2003   | Gail Devers Estados Unidos             | Glory Alozie · España                | Melissa Morrison Estados Unidos      |
| Budapest 2004     | Perdita Felicien · Canadá              | Gail Devers Estados Unidos           | Linda Ferga-Khodadin Francia         |
| Moscú 2006        | Derval O'Rourke Irlanda                | Glory Alozie · España                | Susanna Kallur · Suecia              |
| Valencia 2008     | Lolo Jones Estados Unidos              | Candice Davis Estados Unidos         | Anay Tejeda · Rusia                  |
| Doha 2010         | Lolo Jones Estados Unidos              | Perdita Felicien · Canadá            | Priscilla Lopes-Schliep · Canadá     |
| Estambul 2012     | Sally Pearson Australia                | Tiffany Porter Reino Unido           | Alina Talay · Bielorrusia            |
| Sopot 2014        | Nia Ali Estados Unidos                 | Sally Pearson Australia              | Tiffany Porter Reino Unido           |
| Portland 2016     | Nia Ali Estados Unidos                 | Brianna Rollins Estados Unidos       | Tiffany Porter Reino Unido           |
| Birmingham 2018   | Kendra Harrison Estados Unidos         | Christina Manning Estados Unidos     | Nadine Visser · Países Bajos         |
| Belgrado 2022     | Cyréna Samba-Mayela Francia            | Devynne Charlton Bahamas             | Gabriele Cunningham Estados Unidos   |
| Glasgow 2024      | Devynne Charlton Bahamas               | Cyréna Samba-Mayela Francia          | Pia Skrzyszowska · Polonia           |